# Isoetes bischlerae
Isoetes bischlerae är en kärlväxtart som beskrevs av Hans Peter Fuchs. Isoetes bischlerae ingår i släktet braxengräs, och familjen Isoetaceae. Inga underarter finns listade i Catalogue of Life.